# 倉元要一
倉元要一（日语：／ Kuramoto Yōichi，1879年12月17日—1942年11月12日）是一名日本政治人物，隸屬於立憲政友會的眾議院議員。

## 生平
倉元出身於福岡縣宗像郡上西郷村（現今福津市），畢業於明治大學法科專門部。曾擔任大阪府屬、滋賀縣警部、鳥取縣警部、福井縣今立郡郡長、坂井郡郡長、福井縣理事官、靜岡縣濱名郡郡長、靜岡縣理事官兼產業課長等職務。
1924年，他參加第15屆眾議院議員總選舉並當選，之後連續六次當選。在此期間，他兼任濱松市會議員，並擔任文部大臣秘書官，在平沼內閣時期擔任司法政務次官。
1939年立憲政友會分裂時，他加入由中島知久平總裁領導的政友會革新同盟。在政黨解散後，他未加入翼贊議員同盟，而是加入了興亞議員同盟。1942年的翼贊選舉中，他以非推薦候選人的身份參選，但未能當選。其墓地位於多磨靈園。